# Alors voilà
Pour plus de détails, voir Fiche technique et Distribution.
Alors voilà est un film français réalisé par Michel Piccoli, sorti en 1997.

## Fiche technique
- Titre français : Alors voilà
- Réalisation : Michel Piccoli
- Scénario : Thomas Cheysson et Michel Piccoli
- Photographie : Laurent Machuel
- Son : Jean-Claude Laureux
- Musique : Arno
- Montage : Emmanuelle Castro
- Producteur : Paulo Branco
- Société de production : Gemini Films
- Pays d'origine :  France
- Genre : comédie
- Durée : 93 minutes
- Date de sortie : 22 octobre 1997

## Distribution
- Dominique Blanc
- Maurice Garrel
- Roland Amstutz
- Bernard Bloch
- Arno